# 2 Baza Lotnicza
2 Baza Lotnicza „Bydgoszcz” – wojskowa baza lotnicza zlokalizowana w Bydgoszczy, funkcjonująca w latach 1992-2010 (JW 3033).

## Formowanie i zadania
Baza została sformowana 2 maja 1992 na podstawie zarządzenia Szefa Sztabu Generalnego Wojska Polskiego z dnia 3 stycznia 1992. Jednostkę sformowano na bazie zespołu rozformowanego 3 Pomorskiego Lotniczego Pułku Szkolno-Bojowego oraz Wydziału Administracyjno-Gospodarczego 2 Korpusu Obrony Powietrznej.
Po utworzeniu Baza podlegała dowódcy 2 KOP, aż do rozformowania korpusu w roku 2007. Potem bazę podporządkowano 3 Brygadzie Lotnictwa Transportowego w Powidzu (przeformowanej w roku 2008 w 3 Skrzydło Lotnictwa Transportowego).
Do najważniejszych zadań realizowanych przez Bazę należy zaliczyć:
- utrzymywanie w gotowości lotniska oraz jego ochrona
- zabezpieczanie logistyczne działalności 2 Eskadry Lotnictwa Transportowo-Łącznikowego i jednostek stacjonujących w garnizonie Bydgoszcz.

Na podstawie decyzji MON 2 Bazę Lotniczą rozformowano 30 czerwca 2010 roku.

## Tradycje
18 czerwca 1994 roku decyzją nr 52/MON ustalono święto Bazy na dzień – 2 maja, a także nazwę wyróżniającą „Bydgoszcz”. 
Baza przejęła  dziedzictwo i tradycje: 
- Bazy Lotniczej Centrum Wyszkolenia Podoficerów Lotnictwa w Bydgoszczy (1929-1937)
- Bazy Lotniczej ,,Bydgoszcz” (1937-1939)
- 2 batalionu obsługi lotnisk (1945-1947).

## Odznaka pamiątkowa
Odznakę pamiątkową 2 Bazy Lotniczej zatwierdzono decyzją nr 34/MON z 14 lutego 2003.
Odznaka ma kształt  okrągłej tarczy stalowej o średnicy 40 mm z szerokim otokiem, na którym widnieje napis 2 BAZA LOTNICZA BYDGOSZCZ. Wewnątrz tarczy, na matowym tle, umieszczono orła wojsk lotniczych, sylwetkę samolotu odrzutowego widzianego od przodu oraz gałązkę laurową. Na dziobie samolotu jest umieszczona mała biało-czerwona szachownica. Odznakę zaprojektował J. Polak, a wykonana została w pracowni grawerskiej Piotra Olka w Warszawie.

## Skład jednostki
- Sztab
- 2 eskadra lotnictwa transportowego JW 3290
- kompania zaopatrzenia
- kompania ochrony
- kompania łączności i ubezpieczenia lotów
- kompania obrony przeciwchemicznej
- Ośrodek szkolenia kierowców:
  - 1 szkolna kompania samochodowa – szkolenie kierowców kat. "C"
  - 2 szkolna kompania samochodowa – szkolenie kierowców kat. "C"
  - 3 szkolna kompania samochodowa – szkolenie kierowców kat. "C" Pojazdy wielotonowe powyżej 12 t.
- Wojskowe Warsztaty Remontowe nr 2 (Obecnie: Wojskowe Zakłady Lotnicze nr 2 S.A.)
- wojskowa straż pożarna
- centrala telefoniczna

## Dowódcy bazy
- ppłk dypl. nawig. Jan Madejski (2 maja 1992 - maj 1995)
- płk Józef Lach (maj 1995 - kwiecień 2003)
- płk dypl. Zdzisław Ostasz (kwiecień 2003 - grudzień 2006)
- p.o. ppłk mgr inż. Marek Gryza (grudzień 2006 - 15 marca 2007)
- płk Krzysztof Piekarski (15 marca 2007 - 30 czerwca 2010)